# Гардемайстер, Тони
Тони Гардемайстер (фин. Toni Gardemeister; род. 31 марта 1975 года, Коувола, Финляндия) — профессиональный финский раллийный автогонщик, участник чемпионата мира по ралли в 1996—2010 годах. Продолжительное время выступал в ралли в качестве частника в командах SEAT, Mitsubishi, Škoda, Ford. В 2008 году стал пилотом команды Suzuki. Чемпион Финляндии по ралли 1997 года (группа А −2000cc).

## Карьера
Дебютировал в чемпионате мира по ралли на этапе в Финляндии в 1996 году в возрасте 21 года. В 1999 году за рулём Seat неожиданно занял третье место на Ралли Новой Зеландии.

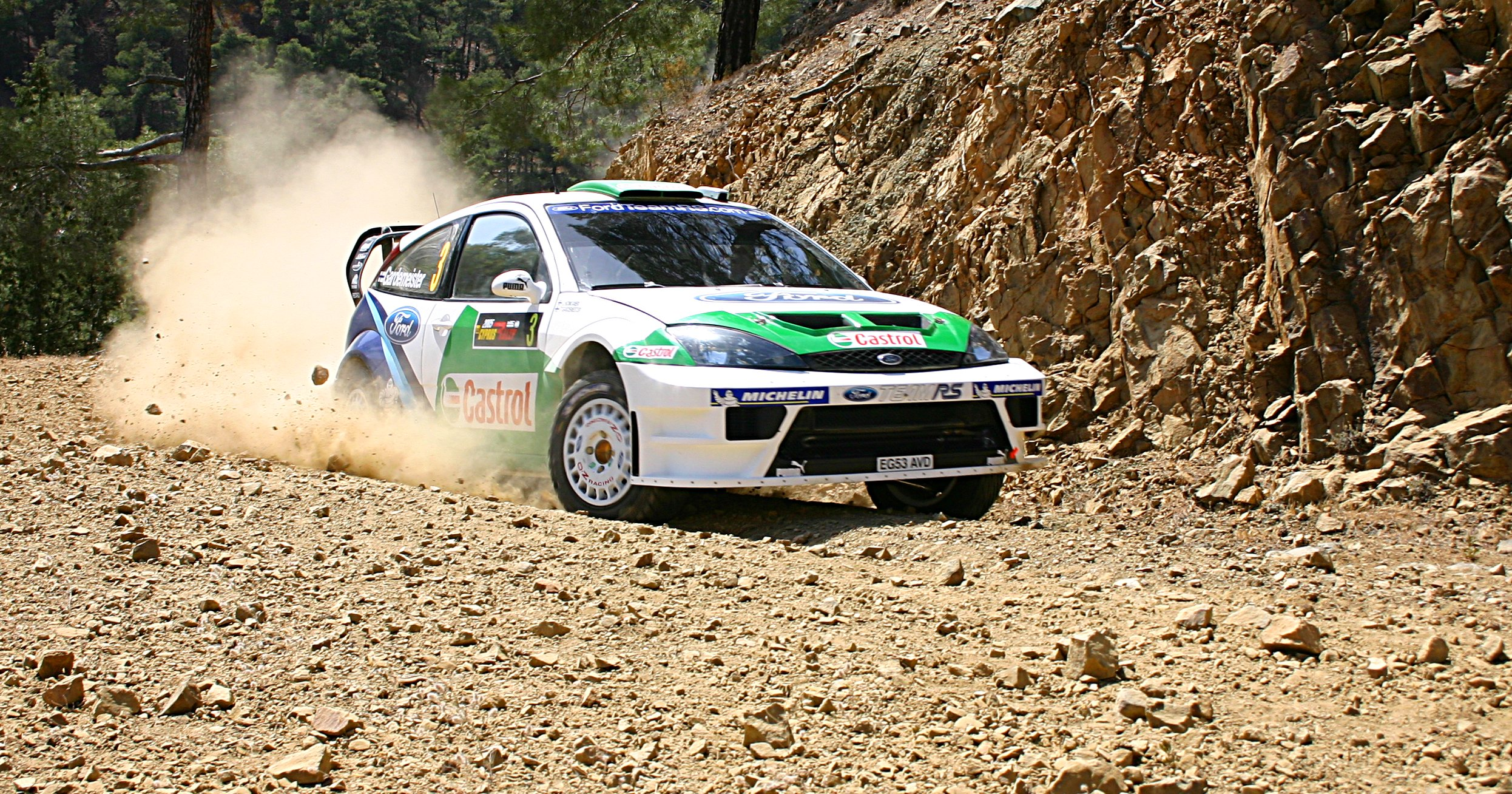
Гардемайстер за рулём Ford Focus на Ралли Кипра 2005 года

Следующий раз сумел подняться на подиум на этапах чемпионата мира спустя шесть лет: в 2005 году Тони стал основным пилотом заводской команды Ford. На первых 10 этапах сезона 2005 года Гардемайстер ни разу не опускался ниже шестого места, в частности, он стал вторым в Монте-Карло и на Ралли Акрополис в Греции, а также третьим на Ралли Швеции. Тони имел реальные шансы занять второе место в чемпионате (безоговорочным лидером был Себастьен Лёб), но в последних шести ралли сезона Гардемайстер лишь дважды сумел попасть в шестёрку лучших (второе место во Франции и шестое в Японии). В итоге Гардемайстер стал 4-м в общем зачёте по итогам сезона, уступив Лёбу (Citroën), Петтеру Сольбергу (Subaru) и Маркусу Грёнхольму (Peugeot).
В следующем сезоне основными пилотами Ford стали Грёнхольм и Микко Хирвонен. Гардемайстер выступал за Astra Racing на Peugeot 307 и Citroën Xsara. Проведя всего 4 этапа в сезоне, Тони каждый раз был в пятёрке лучших — в Монте-Карло он занял третье место (последний подиум в карьере Гардемайстера).
В 2008 году Тони провёл полный сезон в заводской команде Suzuki, но ни разу не поднимался выше шестого места (по итогам сезона Тони стал девятым в общем зачёте). Во многом неудачное выступление было связано с «сырой» машиной — на первых восьми ралли сезона Гардемайстер сошёл шесть раз. В 2010 году последний раз вышел на старт этапа чемпионата мира, став 12-м на Ралли Финляндии, выступая на собственной машине Ford Fiesta.